# Muraidhoo
Muraidhoo är en ö i Maldiverna. Den ligger i den norra delen av landet, 300 km norr om huvudstaden Malé. Geografiskt är den en del av Thiladhunmathi atoll, men tillhör administrativt Haa Alif. 
Tropiskt monsunklimat råder i trakten. Årsmedeltemperaturen i trakten är 26 °C. Den varmaste månaden är april, då medeltemperaturen är 28 °C, och den kallaste är februari, med 25 °C. Genomsnittlig årsnederbörd är 1 795 millimeter. Den regnigaste månaden är augusti, med i genomsnitt 372 mm nederbörd, och den torraste är april, med 31 mm nederbörd.